# Teruggave (museologie)
Binnen de museologie wordt de term teruggave (Engels: return) gebruikt in discussies over het retourneren van cultureel erfgoed uit verschillende contexten. De definitie van de term verschilt afhankelijk van de context.

## Teruggave van naziroofkunst en koloniaal erfgoed

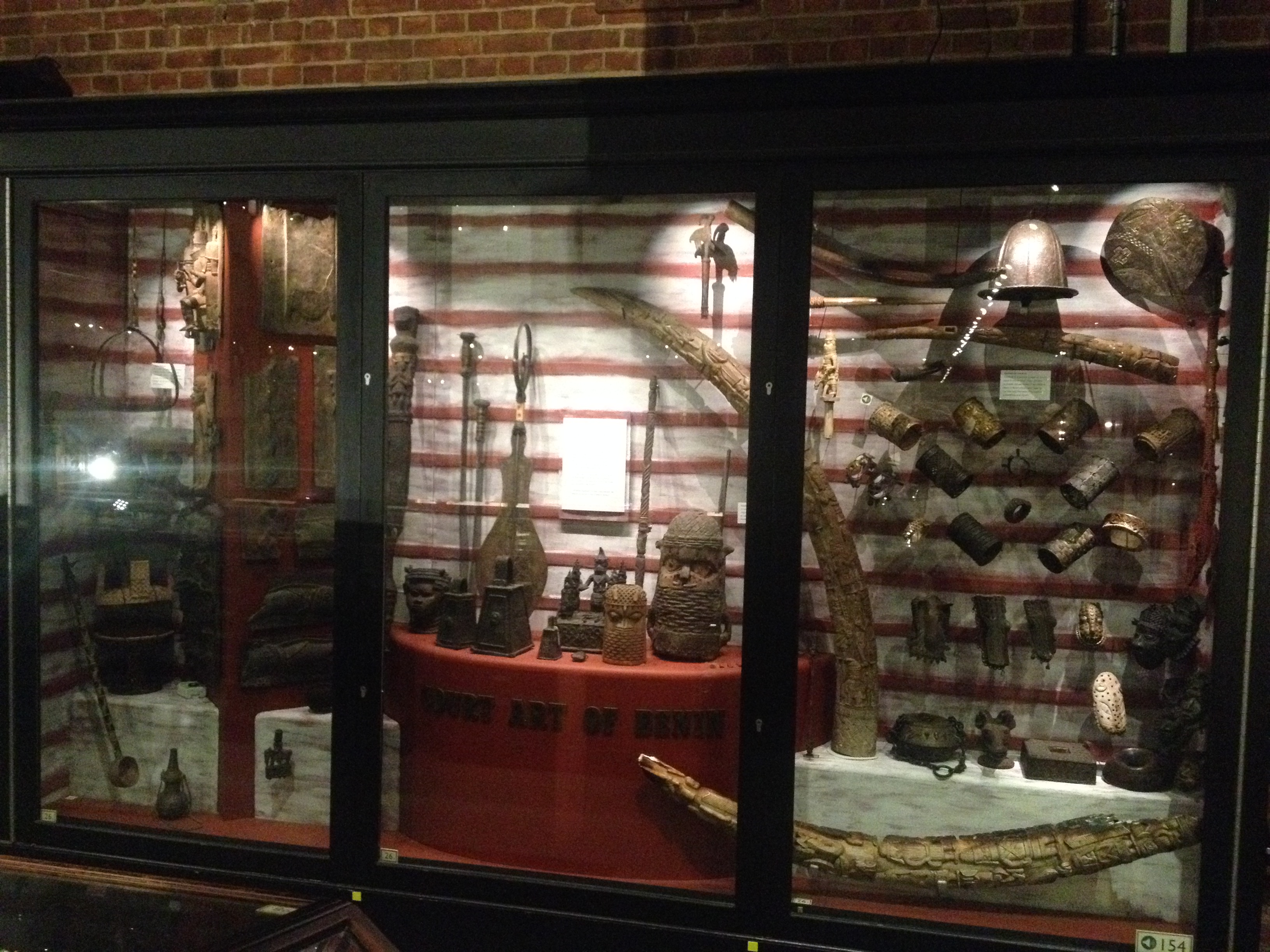
Koloniaal erfgoed in het Pitt Rivers Museum (Oxford)

De term teruggave werd in de jaren zeventig van de vorige eeuw geïntroduceerd in navolging van de UNESCO-conventie inzake illegale handel in culturele goederen (UNESCO-verdrag). Omdat dit verdrag geen terugwerkende kracht kende en vooral tot doel had de actuele handel in cultureel erfgoed te reguleren en cultureel erfgoed te beschermen, was het niet van toepassing op naziroofkunst en koloniale roofkunst. Als aanvulling op het UNESCO-verdrag werd in 1978 daarom het Intergouvernementeel Comité van de UNESCO voor de bevordering van de teruggave van cultuurgoederen aan de landen van herkomst of de restitutie ervan in geval van onrechtmatige toe-eigening (ICPRCP) opgericht. Zoals de naam al aangeeft, maakt het Comité een onderscheid tussen restitutie en teruggave. In die tijd was het eigen koloniale verleden voor veel voormalige koloniale grootmachten een gevoelig onderwerp. De term restitutie werd als problematisch ervaren, omdat deze onrechtmatigheid impliceert en een schuldvraag opwerpt. Bovendien is er binnen de koloniale context strikt juridisch gezien geen sprake van onrechtmatigheid als cultureel erfgoed werd verplaatst in overeenstemming met de nationale en internationale wetgeving van die tijd. De Commissie van Experts op wiens advies het ICPRCP werd opgericht, introduceerde daarom de term teruggave. Deze impliceert geen onrechtmatigheid. Het betreft hier geen juridische term, maar een ethisch concept. De oprichting van het ICPRCP was een eerste stap richting soft law, maar bleek in de praktijk een weinig effectief middel om claims geldend te maken.
In de debatten over koloniale kunstroof wordt teruggave vaak als algemene term gebruikt en/of afwisselend gebruikt met termen als restitutie en repatriëring. De drie termen hebben echter allemaal een specifieke connotatie.
De term teruggave legt de nadruk op de teruggevende partij. Wanneer de nadruk op de terugvorderende partij wordt gelegd, zijn de termen recuperatie (Engels: recuperation), herstel (Engels: recovery) en terugkeer (Engels: retrieval) eerder van toepassing.
Het Belgisch parlement heeft in 2022 de wet tot erkenning van het vervreemdbare karakter van goederen die verband houden met het koloniale verleden van de Belgische Staat en tot vaststelling van een juridisch kader voor de restitutie en teruggave ervan aangenomen. De wet betreft alleen restituties. Teruggave wordt in de wet gedefinieerd als ‘de materiële overhandiging aan de Staat van herkomst van het restitueerbaar goed waarvan de restitutie overeenkomstig deze wet is beslist’. Het gaat hier dus niet om teruggave als bedoeld door de ICPRCP.

## Voorbeeld van teruggave van koloniaal erfgoed
In augustus 2023 gaf het Grassimuseum in Leipzig een speer, een net, een knots en een graafstok (werktuig om ondergronds voedsel zoals wortels en knollen uit te graven) terug aan de Kaurna, een Aboriginalvolk in Zuid-Australië dat tijdens de kolonisatie op het nippertje aan een genocide ontsnapte. De objecten werden niet door geweld verkregen, maar in 1838/1839 door de Duitse missionarissen Clamor Wilhelm Schürmann en Christian Gottlieb Teichelmann verzameld en naar Duitsland verstuurd. De beide geestelijken deden tijdens hun verblijf in Australië onderzoek naar de taal en cultuur van de Kaurna en leverden een belangrijke bijdrage aan het behoud van kennis. In hun documentatie vermeldden zij dat de objecten eigendom van de Kaurna zijn. De Kaurna zijn enkele jaren geleden in samenwerking met de Universiteit van Adelaide begonnen met het reconstrueren van hun taal. Binnen dit kader dienden zij een verzoek tot teruggave van de vier objecten in.

## Teruggave van hedendaagse roofkunst
Hedendaagse roofkunst is kunst die ‘nu’ wordt ontvreemd en illegaal verplaatst. Ze omvat kunst en antiquiteiten van alle tijden. In 1995 introduceerde de onafhankelijke intergouvernementele organisatie UNIDROIT als aanvulling op het UNESCO-verdrag de UNIDROIT-conventie inzake gestolen of illegaal uitgevoerde cultuurobjecten (UNIDROIT-verdrag). Het Verdrag kent geen terugwerkende kracht en is daardoor alleen van toepassing op hedendaagse roofkunst. Net als het ICPRCP, maakt UNIDROIT een onderscheid tussen restitutie en teruggave, met als verschil dat hier ook teruggave onrechtmatigheid impliceert. In artikel 1 van het UNIDROIT-verdrag wordt teruggave gedefinieerd als het retourneren van ‘cultural objects removed from the territory of a Contracting State contrary to its law regulating the export of cultural objects for the purpose of protecting its cultural heritage (hereinafter "illegally exported cultural objects")’.
Nederland en België hebben het UNIDROIT-verdrag niet geratificeerd. Wel is dit verdrag van invloed geweest op de ontwikkeling van de Nederlandse Erfgoedwet.

## Voorbeeld van teruggave van een illegaal uitgevoerd cultuurobject

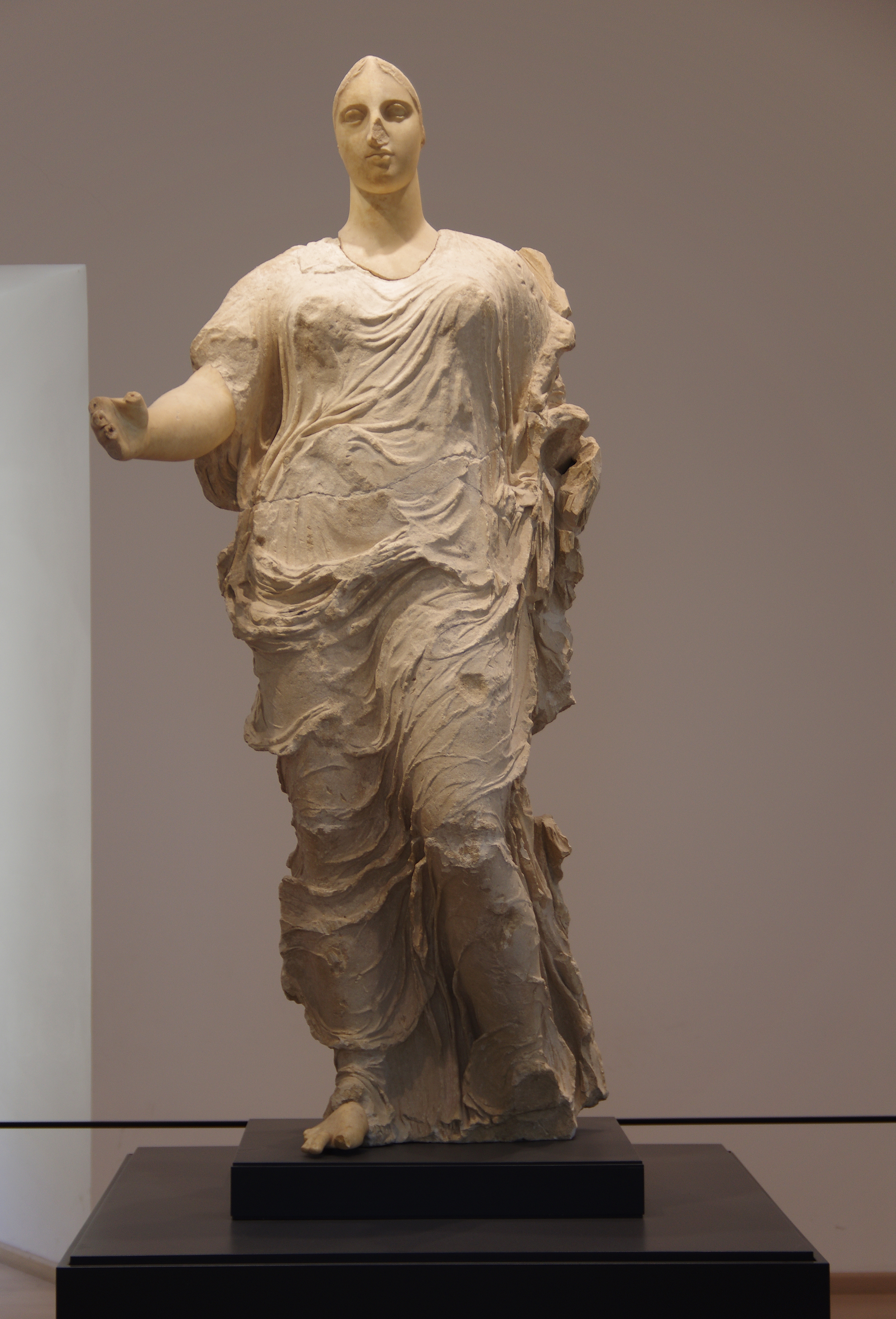
Beeld van Aphrodite in Aidone (Italië)

Een beroemd voorbeeld van een cultureel object dat illegaal werd geëxporteerd, is het beeld van de Griekse godin Aphrodite dat tussen 1988 en 2011 in het bezit was van het J. Paul Getty Museum. Het museum kocht het beeld voor $18.000.000 van de Britse kunsthandelaar Robin Symes die later lid bleek te zijn van een internationaal netwerk van kunstrovers. Symes kocht het beeld voor $400.000 van de Zwitserse privéverzamelaar Renzo Canavesi die het vermoedelijk van de Italiaanse grafrover Orazio di Simone had. Symes verzekerde de toenmalige curator van het Getty Museum Marion True dat de familie van Canavesi het beeld al voor 1939 in bezit had, het jaar waarin een Italiaanse wet in werking trad die het illegaal opgraven en exporteren van antieke voorwerpen verbood. De toenmalige conservator van het Getty Museum Luis Monreal had bedenkingen. Hij meende op basis van vuilresten in de plooien van het kleed van Aphrodite en een aantal recent ontstane barsten dat het beeld uit een oud graf was geroofd en adviseerde het museum van de koop af te zien, echter zonder succes. Meteen na de koop begonnen de Italiaanse autoriteiten een onderzoek naar de herkomst van het beeld. Zij hadden twintig jaar nodig om aan te tonen dat het beeld illegaal was opgegraven en geëxporteerd. Op 31 juli 2007 kwam het Italiaanse ministerie van Cultuur met het Getty Museum overeen dat het beeld aan Italië zou worden teruggegeven. In maart 2011 werd Aphrodite naar het plaatsje Aidone op Sicilië gebracht, waar ze in het plaatselijk museum wordt tentoongesteld onder de naam Venus van Morgantina.